# Кореновск (аэродром)
Кореновск — военный аэродром, расположенный вблизи одноимённого города в Краснодарском крае.
На аэродроме дислоцируется 55-й отдельный полк армейской авиации 4-й гвардейской армии ВКС и ПВО (бывшая 393-я вертолетная база).

## История
Во время Великой Отечественной войны на аэродроме базировался 298-й истребительный авиационный полк. В воздушных сражениях на Кубани полк менее чем за пять месяцев уничтожил 112 вражеских самолётов, своих же потерял только десять. За образцовое выполнение боевых задач и проявленные при этом мужество и героизм приказом НКО СССР № 264 298-й истребительный авиационный полк преобразован в 104-й гвардейский истребительный авиационный полк. В память о героических подвигах защитников кубанского неба и в честь личного состава полка по просьбе жителей города Кореновск в 1987 году был установлен на постамент привезённый из Майкопа самолёт МиГ-21СМ. На памятных плитах увековечены фамилии не только героев войны, но и военных летчиков, погибших в послевоенные годы в различных вооруженных конфликтах.
До 1992 года, использовался в роли лагерного аэродрома Ставропольского высшего военного авиационного училища летчиков и штурманов.
8 мая 1992 году с аэродрома Багич близ города Колобжега (Польша) на аэродром перебазировался 55-й отдельный вертолетный полк.
В январе 2011 года на вооружение полка поступили 10 новых транспортно-штурмовых вертолётов Ми-8АМТШ на замену Ми-8. В апреле 2012 года на вооружение поступил Ми-28. В июле 2012 года на аэродром прибыли Ми-35, на замену Ми-24.
В марте 2013 года на боевое дежурство заступило 12 вертолетов Ка-52, впоследствии, все поступившие борты были переданы одному из вновь созданных отдельных вертолетных полков. Взамен их в течение 2016 года полк должен был получить 20 вертолетов Ка-52 новой постройки.
В течение 2015 года полк получил 8 транспортно-боевых вертолетов новой постройки Ми-8АМТШ, последнее поступление прибыло в 20-х числах декабря 2015 г.
1 декабря 2015 года полку вернули его прежнее наименование: 55-й отдельный полк армейской авиации.

## Реконструкция 2013—2014 годов
В 2013 году началась реконструкция аэродрома (её стоимость составит около 6 миллиардов рублей).
В ходе первого этапа будут построены групповые места стоянок вертолетов, рулежные дорожки, площадки для опробования двигателей, обучения взлету-посадке и сервисного обслуживания. В общей сложности предстоит забетонировать более 350 тысяч квадратных метров. Будет сооружен целый комплекс зданий и ангаров с сопутствующей инженерной инфраструктурой. Энергетическое хозяйство получит новую газовую котельную, тепловые и электрические сети, а по периметру аэродрома пройдет патрульная дорога и новое ограждение, оснащенное самыми современными средствами наблюдения.
Вторым этапом будет построена новая бетонная взлётно-посадочная полоса длиной 2500 метров и шириной 42 метра, комплекс объектов аэродромной инфраструктуры, склады и автопарк.
Приёмка обновлённого аэродрома в эксплуатацию запланирована на 1 декабря 2014 года.
3 октября 2016 года Главное управление строительства дорог и аэродромов Федерального агентства специального строительства (Спецстроя России) передало в эксплуатацию военным значительную часть построенной аэродромной инфраструктуры.
Подрядчик, Главное управление строительства дорог и аэродромов Спецстроя России, получил разрешительные документы и передал для эксплуатации ВВС России взлетно-посадочную полосу, магистральную и рулежные дорожки, места стоянок и техническую площадку подготовки вертолетов. Таким образом, авиабаза теперь способна принимать любые военные самолёты и вертолеты.